# Syrovice
Syrovice (en allemand : Serowitz) est une commune du district de Brno-Campagne, dans la région de Moravie-du-Sud, en République tchèque. Sa population s'élevait à 1 874 habitants en 2020.

## Géographie
Syrovice se trouve à 5 km à l'ouest-sud-ouest de Rajhrad, à 14 km au sud-sud-ouest de Brno et à 189 km au sud-est de Prague.
La commune est limitée par Hajany et Želešice au nord, par Rajhrad et Holasice à l'est, par Sobotovice au sud, et par Bratčice et Ořechov à l'ouest.

## Histoire
La première mention écrite de la localité date de 1294.